# Taiwanorestia
Taiwanorestia là một chi bọ cánh cứng trong họ Chrysomelidae.
Chi này được miêu tả khoa học năm 1991 bởi Kimoto.

## Các loài
Chi này gồm các loài:
- Taiwanorestia nigra Kimoto, 1991